# (1142) Aetolia
(1142) Aetolia ist ein Asteroid des Hauptgürtels, der am 24. Januar 1930 von dem deutschen Astronomen Karl Wilhelm Reinmuth an der Landessternwarte Heidelberg-Königstuhl der Universität Heidelberg entdeckt wurde.
Der Name ist abgeleitet von der antiken zentral-griechischen Region Aetolia (heute Ätolien-Akarnanien).